# Himizu
Himizu è un film del 2011 diretto da Sion Sono.
Pellicola drammatica basata sul manga omonimo di Minoru Furuya pubblicato nel 2001. La parola himizu identifica in lingua giapponese una specie di talpa.
Il film ha gareggiato alla 68ª Mostra internazionale d'arte cinematografica di Venezia; Shōta Sometani e Fumi Nikaidō hanno ricevuto il premio Marcello Mastroianni in qualità di migliori attori emergenti.

## Trama
Un ragazzo quattordicenne, Sumida, è vittima di abusi e violenza da parte del padre, mentre Chazawa, una ragazza ricca sua compagna di classe, ha non pochi problemi con la madre. Tra parricidi, terrorismo, criminalità, un'adolescenza giapponese autodistruttiva e la pressione psicologica data sul paese dal recente disastro della Centrale nucleare di Fukushima Dai-ichi, Sumida entra in un turbine complesso di stravolgimenti interiori, in cui deve affrontare le proprie colpe e soprattutto il proprio futuro.